# Magazyn Wileński
Magazyn Wileński – niezależne społeczno-polityczne i kulturalno-literackie pismo wydawane w Wilnie od 6 stycznia 1990 do grudnia 2021. Początkowo dwutygodnik, od 1996 ukazuje się jako miesięcznik. Pierwsze polskie wydawnictwo zarejestrowane po ogłoszeniu na Litwie niepodległości.
W 1990 roku, mimo działań w kierunku usamodzielnienia się, Litwa pozostawała ciągle w składzie Związku Radzieckiego, którego rozpad nastąpił dopiero rok później. Na fali litewskiego odrodzenia narodowego doszło także do aktywizacji polskiej mniejszości w tej republice. 5 maja 1988 roku powołane zostało Stowarzyszenie Społeczno-Kulturalne Polaków na Litwie, które 15 kwietnia 1989 zostało przekształcone w Związek Polaków na Litwie. Ważnym elementem pozwalającym walczyć litewskim Polakom o swoje prawa była prasa. Przez pierwsze lata po powołaniu organizacji swoistym organem prasowym SSKPL a później ZPL był „Czerwony Sztandar”, przemianowany po 9 lutego 1990 roku na „Kurier Wileński”. Znacząca zmiana nastąpiła na przełomie roku 1989 i 1990, najpierw 22 października 1989 zaczął się ukazywać biuletyn Związku Polaków na Litwie „Nasza Gazeta”, później, 24 grudnia 1989 roku zaczął się ukazywać (pierwsza prywatna gazeta) dwutygodnik „Znad Wilii” i wreszcie 6 stycznia 1990 „Magazyn Wileński”. Każde z nowych czasopism miało swoją specyfikę. „Nasza Gazeta” była pismem informacyjnym ZPL, „Znad Wilii” było czasopismem o aspiracjach literackich poruszającym jednocześnie kwestie natury politycznej, natomiast „Magazyn Wileński” był kolorowym czasopismem dla całej rodziny, w którym każdy mógł znaleźć coś dla siebie, od porad domowych, ciekawostek ze świata, po historie stron rodzinnych i próby literackie.
Pomysłodawcami „Magazynu Wileńskiego” byli Michał Mackiewicz i Jan Sienkiewicz, oprócz nich założycielkami pisma były także Helena Ostrowska i Janina Lisiewicz. Następnie dołączyły do tworzącego się zespołu Barbara Znajdziłowska, Krystyna Marczyk, Krystyna Ruczyńska, a później Henryk Mażul, Paweł Jatkiewicz, Mirosław Wojciulewicz. W międzyczasie w zespole redakcyjnym znalazła się także Lucyna Dowdo. Ponieważ były to czasy zawirowań gospodarczych i obowiązującej jeszcze na tym terenie gospodarki planowej ZSRR inicjatorzy wydawania „Magazynu Wileńskiego” przekonali władze republiki aby przekazały na rzecz wydawania ich czasopisma, przydziału papieru przeznaczonego na drukowanie polskiej mutacji litewskiej gazety dla pań „Kobieta Radziecka”. Bez takiego zabiegu, w owym czasie, wydawanie nowego periodyku było niemożliwe.
„Magazyn Wileński” w założeniu jest czasopismem popularnym, pozwalającym spędzić miło i pożytecznie czas, jednak szczególnie w pierwszym okresie pojawiały się na jego łamach liczne teksty broniące praw polskiej mniejszości na Litwie.
Pierwszym redaktorem naczelnym „Magazynu Wileńskiego” był Michał Mackiewicz, w 2015 roku Helena Ostrowska, aktualnie (2019) redaktorem jest Henryk Mażul.
W 1991 roku przy redakcji czasopisma założono Wydawnictwo Polskie w Wilnie, które zajęło się wydawaniem polskich książek w ramach „Biblioteki Magazynu Wileńskiego”. W roku 2015 było to już około 60 tytułów, wśród których znalazły się tomiki poezji poetów wileńskich, książki historyczne związane z historią Polaków na Litwie oraz poświęcone dziejom Wileńszczyzny, przewodniki po Wileńszczyźnie. W serii wydano także pozycje historyczno-dokumentalne.
W grudniu 2021 r. ukazał się ostatni, 455 numer czasopisma. Redaktor naczelny, Henryk Mażul tak tłumaczył decyzję o zamknięciu periodyku: "Nie jest tajemnicą, że pieniędzy brakowało. Naszą sytuację pogorszyła znacznie pandemia, bo zwykle pewnym zastrzykiem finansowym była sprzedaż książek, chętnie nabywanych przez turystów z Polski. Z tego, co wiem, zabrakło w tym roku środków na ostatni numer i Michał Mackiewicz zapłacił za niego z własnych środków. Nam oczywiście żal tego pisma, bardzo rozczarowani są także nasi czytelnicy. Niektórzy proponowali nawet, że będą organizować zbiórkę społeczną, żeby znaleźć środki na dalsze wydawanie". 